# 인터루킨 23

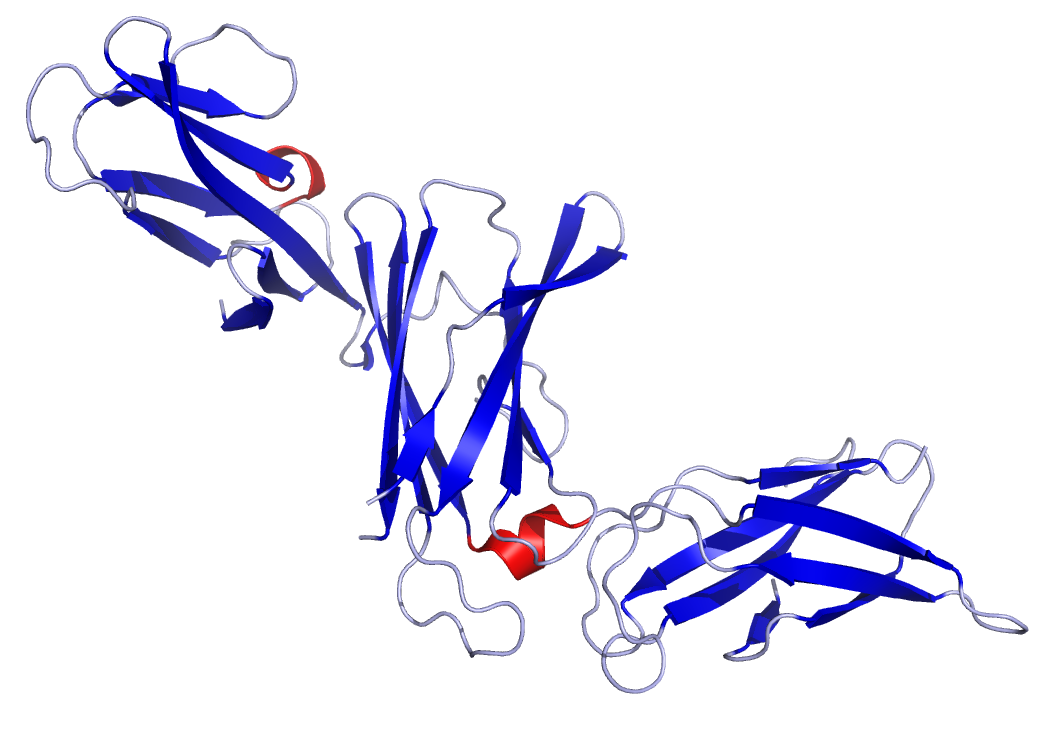

인터루킨 23(Interleukin 23; IL-23)은 IL-12B(IL-12p40) 서브유닛(IL-12와 공유) 및 IL-23A (IL-23p19) 서브유닛으로 구성된 이종이 량체 사이토카인이다. IL-23은 사이토카인 IL-12 계열 중 하나이다. IL-23에 대한 기능적 수용체(IL-23 수용체)는 IL-12Rβ1과 IL-23R 사이의 이종이량체(heterodimer)로 구성된다.

## 발견
IL-23은 DNAX 연구 기관의 로버트 카스테레인(Robert Kastelein)과 동료들이 컴퓨터, 생화학적 및 세포 면역학 접근법의 조합을 사용하여 처음으로 기술했다.

## 기능
IL-23은 염증성 사이토카인이다. IL-23은 헬퍼 T세포 17 세포(Th17) 유지 및 확장을 위한 핵심 사이토카인인 것으로 나타났다. Th17 표현형으로의 극성은 Th17 전사 인자 RORγt 를 활성화하는 IL-6 및 TGF-β에 의해 유발된다. IL-23은 RORγt 를 안정화시켜 Th17세포가 IL-17, IL-21, IL-22 및 GM-CSF 와 같은 이펙터 사이토카인을 방출할 수 있게 하여 세포외 진균 및 박테리아에 대한 보호를 매개하고 장벽 면역에 참여한다. IL-23이 Th17 세포에 미치는 영향과 유사한 효과는 IL-23 자극 시 Th17 사이토카인을 활발히 분비하는 3형 선천 림프구 세포(type 3 innate lymphoid cells)를 설명한다. 자연 살해(NK) 세포는 또한 IL-23 수용체를 발현한다. 그들은 증가된 인터페론-γ 분비와 향상된 항체 의존성 세포 독성으로 반응한다. IL-23은 또한 CD4 기억 T 세포의 증식을 유도한다(그러나 나이브 T 세포는 아님). 염증 촉진 효과 외에도 IL-23은 혈관 신생을 촉진한다.
IL-23은 주로 활성화된 수지상 세포, 대식세포 또는 단핵구에 의해 분비된다. 선천 림프구 세포와 γδ T 세포도 IL-23을 생성한다. B 세포는 B 세포 항원 수용체 신호 전달을 통해 IL-23을 생성한다. 분비는 패턴 인식 수용체에 의해 인식되는 항원 자극에 의해 자극된다. IL-23의 불균형과 증가는 자가면역 질환 및 암과 관련이 있다. 따라서 치료 연구의 대상이다. 수지상 세포에 의한 IL-23 발현은 건선 병변에서 상승되는 케라티노사이트에 의해 발현되는 프로알레르기성(proallergic) 사이토카인인 흉선 기질 림포포이에틴(thymic stromal lymphopoietin)에 의해 추가로 유도된다. 건선의 발병기전에서 진피 수지상 세포는 침해수용성 뉴런에 의해 IL-23을 방출하도록 자극한다. IL-23은 세균성 뇌수막염 중에도 상승하여 상피 조절 장애와 염증을 유발한다.
마이코박테리움 아비움 파라결핵증(<i id="mwXQ">Mycobacterium avium</i> subspecies <i id="mwXg">paratuberculosis</i>)의 자극을 받은 단핵구 유래 대식세포는 IL-23의 기여자 중 하나이므로 요네병(Johne's disease)이 있는 소는 IL-23이 상승했다.
IL-23의 발견 이전에, IL-12는 염증 마우스 모델에서 염증의 핵심 매개체를 나타내는 것으로 여겨졌다. 그러나 약리학적 차단에 의한 IL-12의 역할을 평가하는 것을 목표로 하는 많은 연구에서 IL-12B를 표적으로 삼았으므로 생각만큼 구체적이지 않았다. IL-12A의 기능을 차단한 연구는 IL- 12B를 표적으로 하는 연구와 동일한 결과가 나오지 않았다.
IL-12B에 대한 추가적인 잠재적 결합 파트너의 발견은 IL-12에 대한 이 역할의 재평가로 이어졌다. 다발성 경화증의 마우스 모델인 실험적 자가면역 뇌척수염 에 대한 연구에서 이전에 생각했던 것처럼 IL-12가 아니라 관찰된 염증에 대해 IL-23이 원인임을 보여주었다. 결과적으로, IL-23은 관절염, 장 염증, 및 건선 모델을 포함하여 IL-12가 이전에 연루되었던 면역 병리학의 수많은 다른 모델에서 염증의 발달을 촉진하는 것으로 나타났다. 낮은 농도의 IL-23은 폐 종양 성장을 돕는 반면 높은 농도는 폐암 세포의 증식을 억제한다. IL-23 및 IL-23R은 비소세포폐암 환자의 혈청에서 확인되었으며 예후 혈청 마커로 제안되었다. IL-23은 또한 죽상경화증, 고혈압, 대동맥 박리, 심장 비대, 심근 경색 및 급성 심장 손상과 같은 심혈관 질환의 진행을 촉진할 수 있다. 뇌에서 IL-23은 γδ T 세포를 활성화하여 IL-17의 발현을 증가시킬 수 있으며, 이는 염증 반응에 기여하므로 자발적인 뇌내 출혈 후 이차성 뇌 손상에 중요한 역할을 한다.

### 단클론항체 약물
IL-23은 염증성 질환을 치료하기 위한 치료 표적 중 하나이다. 이 사이토카인에 대한 단일클론 항체인 우스테키누맙(Ustekinumab)은 특정 자가면역 질환을 치료하는 데 사용된다. 구셀쿠맙(Guselkumab) 은 IL-23에 대한 또 다른 단일 클론 항체이다. IL-23을 차단하면 건선의 임상 증상이 느려지고 Th17 면역 반응과 IL-17 생성에 간접적으로 영향을 미칠 수 있다. IL-17A 길항제인 익세키주맙(Ixekizumab)은 IL-23의 p19 소단위 억제제인 구셀쿠맙(guselkumab), 틸드라키주맙(tildrakizumab) 또는 리산키주맙(risankizumab)보다 건선 치료에서 작용 개시가 더 빠른 것으로 보고되었다. 그러나 리산키주맙은 다른 IL-23 억제제와 비교하여 건선 치료 결과가 가장 우수한 것으로 나타났다. 애드넥틴-2(Adnectin-2)는 IL-23에 결합하고 IL-23-IL-23R 결합과 경쟁한다.

## 신호전달
IL-23 이종이량체는 수용체 복합체에 결합한다. p19 서브유닛은 IL-23R에 결합하고 p40 서브유닛은 IL-12RB1에 결합한다. 수용체 결합은 야누스 키네이스 2(Janus kinase 2) 및 티로신 키네이스 2 키네이스(Tyrosine kinase 2 kinase)의 모집으로 이어진다. 야누스 키네이스 2(Janus kinase 2) 및 티로신 키네이스 2(Tyrosine kinase 2)는 신호를 전달하고 STAT3 및 STAT4를 인산화한다. STAT는 핵에서 표적 유전자의 전사를 이합체화하고 활성화한다. STAT3는 Th17 사이토카인의 RORγt 발현 및 전사와 같은 주요 Th17 발달 속성을 담당한다.